# Björktjärnen (Envikens socken, Dalarna)
Björktjärnen är en sjö i Falu kommun i Dalarna och ingår i Dalälvens huvudavrinningsområde. Sjön är 6 meter djup, har en yta på 0,193 kvadratkilometer och är belägen 174 meter över havet.

## Delavrinningsområde
Björktjärnen ingår i det delavrinningsområde (674539-149485) som SMHI kallar för Utloppet av Björkan. Medelhöjden är 200 meter över havet och ytan är 11,86 kvadratkilometer. Räknas de 43 avrinningsområdena uppströms in blir den ackumulerade arean 505,32 kvadratkilometer. Kolningån (Marnäsån) som avvattnar avrinningsområdet har biflödesordning 3, vilket innebär att vattnet flödar genom totalt 3 vattendrag innan det når havet efter 258 kilometer. Avrinningsområdet består mestadels av skog (67 procent) och öppen mark (10 procent). Avrinningsområdet har 0,9 kvadratkilometer vattenytor vilket ger det en sjöprocent på 7,6 procent.